# ریشه چغندر هندی کوچک
ریشه چغندر هندی کوچک (نام علمی: Pediomelum hypogaeum) نام یک گونه از تیره باقلاییان است.